# 拉尼尔迪特
拉尼尔迪特（法語：Lanildut，法語發音：[lanildyt]）是法国菲尼斯泰尔省的一个市镇，属于布雷斯特区。

## 地理
拉尼尔迪特（48°28'24"N, 4°44'58"W）面积5.82 平方千米，位于法国布列塔尼大區菲尼斯泰尔省，该省份为法国最西部的省份，位于布列塔尼半岛西部，北西南三面环大西洋，东临阿摩尔滨海省和莫尔比昂省。
与拉尼尔迪特接壤的市镇（或旧市镇、城区）包括：布雷莱斯、普卢兰、波斯波代尔。

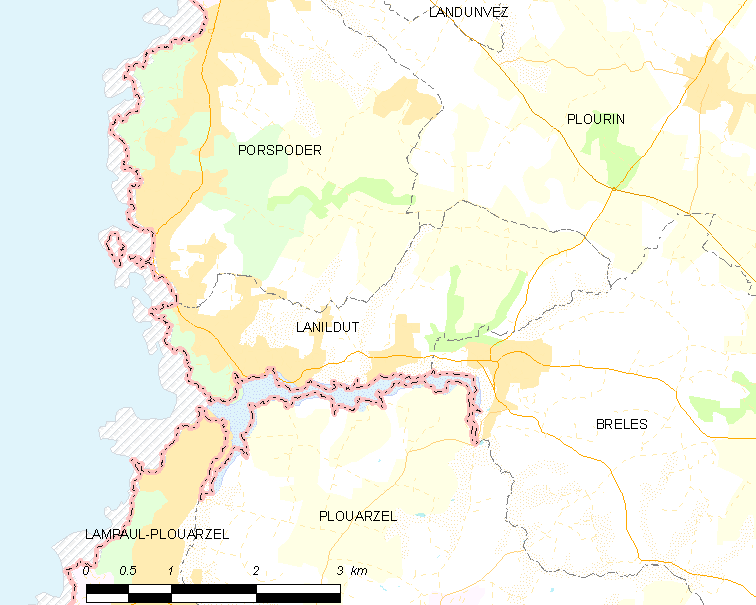
拉尼尔迪特的OSM定位图

拉尼尔迪特的时区为UTC+01:00、UTC+02:00（夏令时）。

## 行政
拉尼尔迪特的邮政编码为29840，INSEE市镇编码为29112。

## 政治
拉尼尔迪特所属的省级选区为圣勒南县。

## 人口

1962-2008年间拉尼尔迪特人口变化图示

拉尼尔迪特于2022年1月1日时的人口数量为987人。